# Fractura per avulsió
En traumatologia es denomina fractura per avulsió o fractura per arrencament aquella fractura òssia que es produeix per tracció dels lligaments o els tendons que s'insereixen en els ossos. Tenen lloc generalment en els sortints ossis o apòfisis dels ossos llargs i de vegades en els ossos curts, freqüentment després de moviments explosius o activitats esportives intenses.

## Tipus

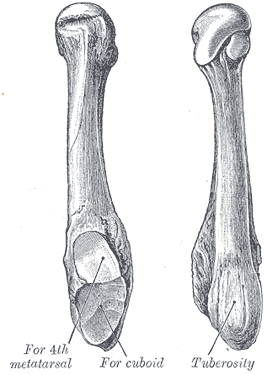
Cinquè metatarsià. Pot observar-se la tuberositat situada en un extrem de l'os.

### Membre inferior
- Fractura per avulsió de la tuberositat anterior de la tíbia. Es produeix per tracció del tendó rotular que insereix en la tuberositat anterior de la tíbia, a la regió del genoll.
- Fractura per avulsió de l'espina ilíaca anterior inferior en la pelvis.[3]
- Fractura per avulsió de la base del cinquè metatarsià en el peu. Sol estar causada per una contracció brusca del múscul peroneal lateral curt durant un moviment d'inversió del peu.[4]
- Fractura per avulsió del trocànter menor en el fèmur, per contracció del múscul psoes ilíac. Aquest tipus de fractura ocorre a vegades en pacients afectes de càncer amb metàstasis òssies.
- Fractura per avulsió de la tuberositat posterior del calcani en el peu, a la regió on s'insereix el tendó de aquiles.[5]

### Membre superior
- Fractura de tròquiter en l'húmer, regió de l'espatlla, per tracció del múscul supraespinós.
- Fractura de troquí en l'húmer, regió de l'espatlla, per tracció del múscul subescapular.
- Fractura de l'olècranon per avulsió, deguda a una contracció brusca del múscul tríceps que arrenca un fragment de la seva inserció en l'olècranon, a la regió del colze.